# Missió de Verificació de les Nacions Unides a Guatemala
La Missió de Verificació de les Nacions Unides a Guatemala (MINUGUA) va ser una missió de pau de les Nacions Unides acordada mitjançat la Resolució 1094 del Consell de Seguretat de les Nacions Unides del 20 de gener de 1997.

## Història
El mandat de la missió, que va començar el gener de 1997, era verificar el respecte a l'alto el foc establert entre el govern del Guatemala i els rebels de la Unidad Revolucionaria Nacional Guatemalenca (URNG) després d'anys de sagnant guerra civil.
El contingent era compost d'uns 150 militars provinents de l'Argentina, Austràlia, Àustria, Brasil, Canadà, Equador, Alemanya, Noruega, Rússia, Singapur, Espanya, Estats Units, Suècia, Ucraïna, Uruguai i Veneçuela. La caserna general era a la ciutat de Guatemala i el cap militar de la missió era el general espanyol José B. Rodriguez Rodriguez, mentre que el Representant Especial del Secretari General era el francès Jean Arnault.
La missió va acabar el novembre de 1997 i el seu cost total va ser de 4 milions de dòlars.